# Douglas Pierrotti
Douglas Pierrotti (San Paolo, 22 settembre 1959) è un allenatore di calcio a 5 ed ex giocatore di calcio a 5 brasiliano.

## Carriera

### Giocatore
Utilizzato nel ruolo di pivot, Pierrotti ha giocato a livello di club nel Gercan di San Paolo. Con la nazionale brasiliana ha partecipato a due campionati del mondo: quello inaugurale in Brasile nel 1982, e quello successivo in Spagna nel 1985. In entrambi i casi, la selezione verdeoro vinse il titolo di campione del mondo, e Pierrotti si piazzò al secondo posto della classifica cannonieri dietro al paraguaiano Ramón Carosini.

### Allenatore
Terminata la carriera di giocatore ha intrapreso quella di tecnico. 
In Italia ha allenato per alcuni anni il CUS Chieti, ha vinto il campionato di serie A2 con il Marcianise, mentre nel corso della stagione 2005-06 è subentrato all'esonerato Xepa sulla panchina del Montesilvano. Ha in seguito allenato il Raiano, il Gragnano e lo Scafati-Santa Maria.